# Andy Rojas
Pour les articles homonymes, voir Rojas.
Andy Rojas, né le 5 décembre 2005 à Grecia au Costa Rica, est un footballeur international costaricien qui joue au poste d'avant-centre au CS Herediano.

## Biographie

### En club
Né à Grecia au Costa Rica, Andy Rojas est formé par le CS Herediano, où il évolue dans les équipes de jeunes depuis l'âge de neuf ans. Il joue son premier match en professionnel le 4 septembre 2022, lors d'une rencontre de championnat face au Guadalupe FC. Il entre en jeu à la place de Kenneth Vargas ce jour-là et son équipe s'impose par quatre buts à zéro.
Rojas marque son premier but en professionnel le 28 août 2023, lors d'une rencontre de championnat face à la LD Alajuelense. Entré en jeu à la place de Gerson Torres, il ne peut empêcher la défaite de son équipe malgré son but (2-3 score final),.

### En sélection
En mai 2024, Andy Rojas est appelé pour la première fois avec l'équipe nationale du Costa Rica, par le sélectionneur Gustavo Alfaro. Il honore sa première sélection lors de ce rassemblement, face à Saint-Christophe-et-Niévès, le 6 juin 2024. Il entre en jeu à la place d'Álvaro Zamora et se fait remarquer en inscrivant également son premier but en sélection, participant ainsi à la victoire de son équipe par quatre buts à zéro,. Ce but, à l'âge de 18 ans, six mois et un jour fait de lui le plus jeune joueur costaricien de l'histoire à marquer lors des qualifications pour une coupe du monde.
En juin 2024, Rojas fait partie de la liste des 26 joueurs costariciens retenus par Gustavo Alfaro pour participer à la Copa América 2024.

## Vie privée
Andy Rojas est le fils de Luis Emilio Rojas, ancien footballeur et le neveu de Óscar Rojas, ancien international costaricien.